# میتسوبیشی جی۸ام
میتسوبیشی جی۸ام (به انگلیسی: Mitsubishi J8M) یک هواپیمای ساختِ کارخانهٔ میتسوبیشی در کشور ژاپن است که در سال ۱۹۴۴–۱۹۴۵ ساخته شد. این هواپیما برای نخستین بار در ۷ ژوئیه ۱۹۴۵ میلادی مورد استفاده قرار گرفت.

## نگارخانه

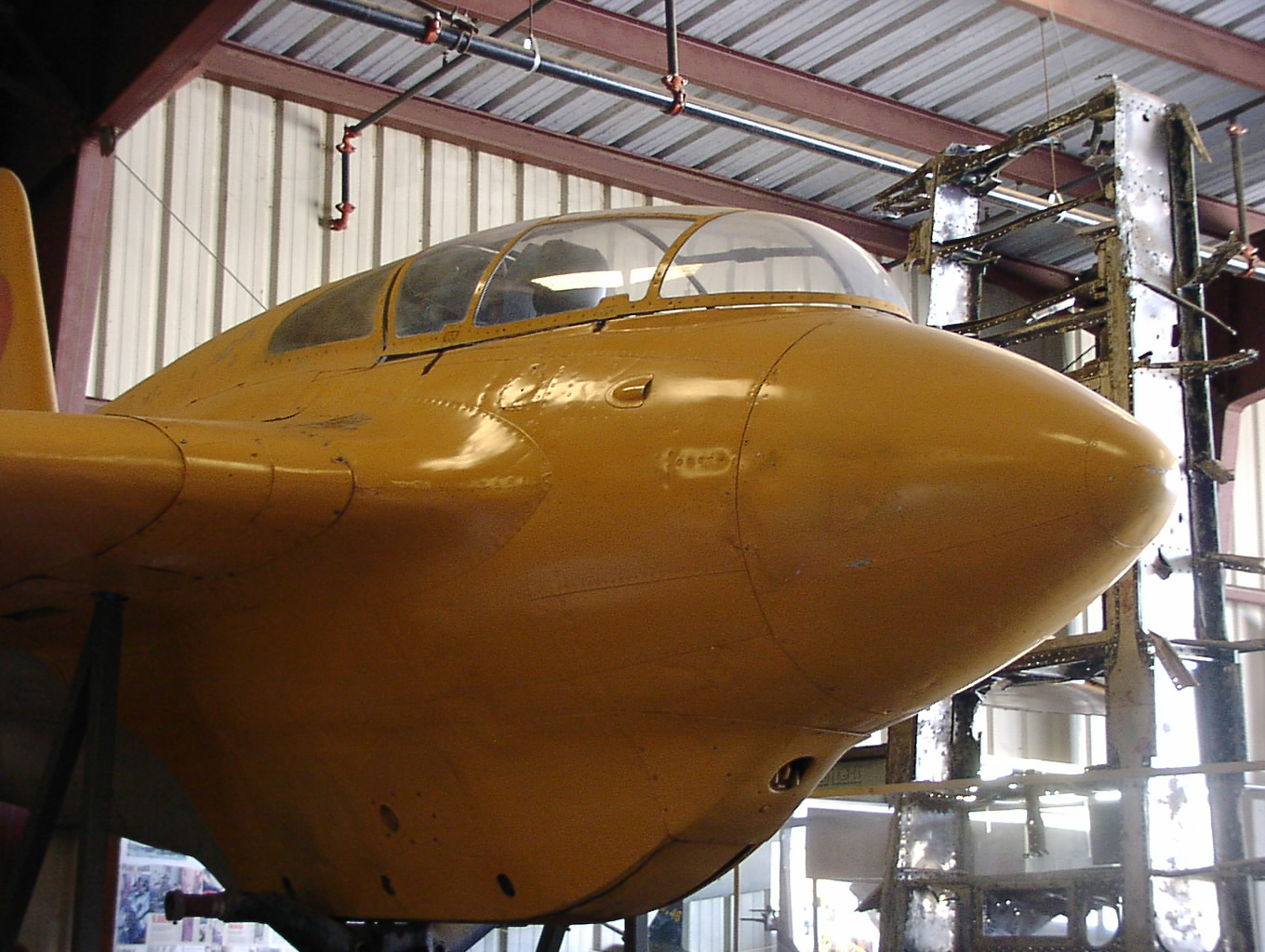
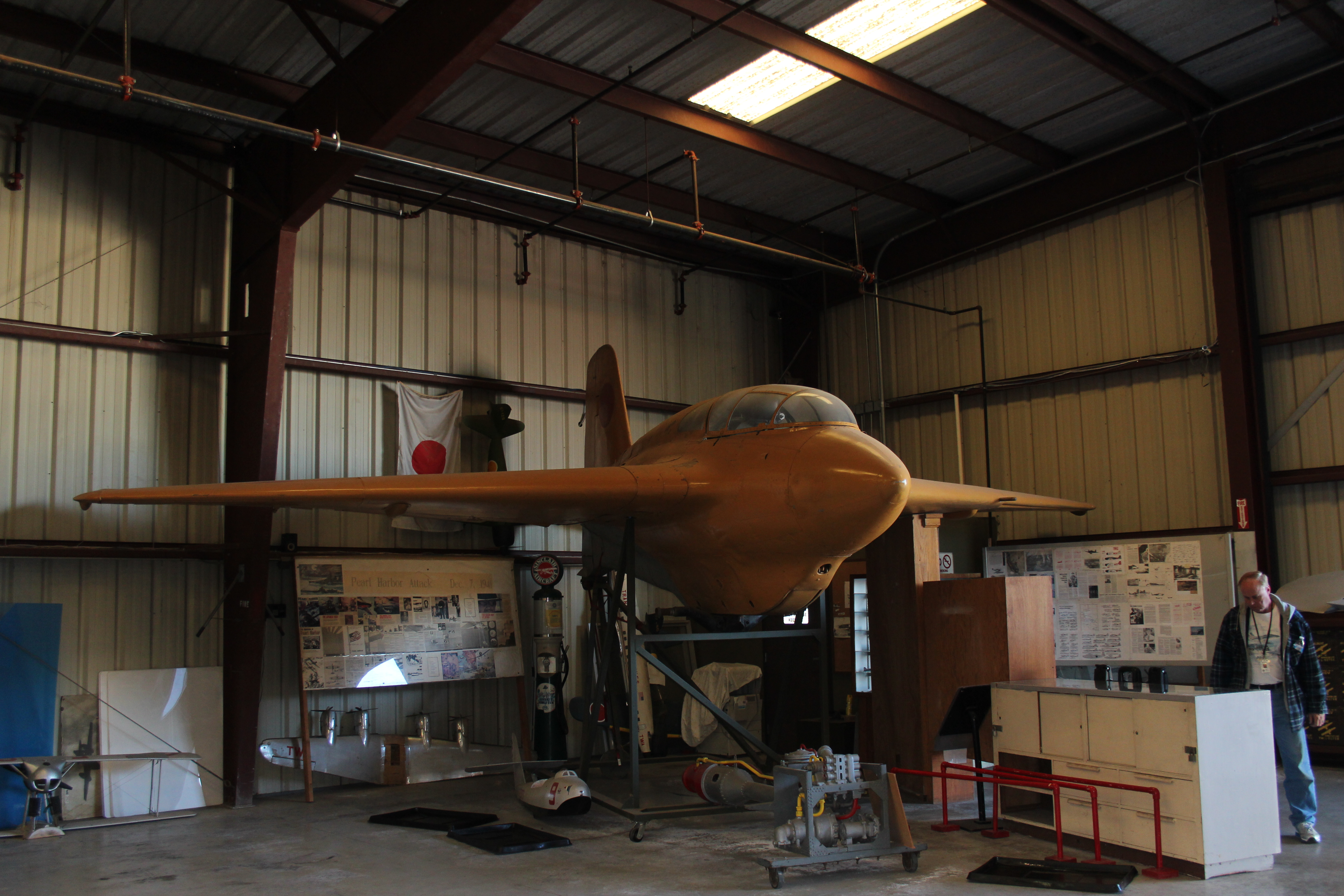